# Монпревер
Монпревер (фр. Montpreveyres) — громада  в Швейцарії в кантоні Во, округ Лаво-Орон.

## Географія
Громада розташована на відстані близько 70 км на південний захід від Берна, 10 км на північний схід від Лозанни.
Монпревер має площу 4,1 км², з яких на 9,4% дозволяється будівництво (житлове та будівництво доріг), 40,1% використовуються в сільськогосподарських цілях, 50,2% зайнято лісами, 0,2% не є продуктивними (річки, льодовики або гори).

## Демографія
2019 року в громаді мешкало 657 осіб (+25,1% порівняно з 2010 роком), іноземців було 23,7%. Густота населення становила 159 осіб/км².
За віковим діапазоном населення розподілялося таким чином: 24,8% — особи молодші 20 років, 65,4% — особи у віці 20—64 років, 9,7% — особи у віці 65 років та старші. Було 262 помешкань (у середньому 2,5 особи в помешканні).
Із загальної кількості 101 працюючого 5 було зайнятих в первинному секторі, 16 — в обробній промисловості, 80 — в галузі послуг.